# Neidhardt
Neidhardt bzw. Neithardt ist ein deutscher Vor- und Familienname.

## Familienname

### Neidhardt
- August Neidhardt von Gneisenau (1760–1831), deutscher Generalfeldmarschall und Heeresreformer
- Bruno Neidhardt von Gneisenau (1811–1889), deutscher General der Infanterie
- Eduard Neidhardt (1801–1858), Landtagsabgeordneter Großherzogtum Hessen
- Elke Neidhardt (1941–2013), deutsch-australische Schauspielerin und Opernregisseurin
- Fabian Neidhardt (* 1986), deutscher Autor, Sprecher und freier Journalist
- Friedhelm Neidhardt (1934–2023), deutscher Soziologe
- Hagen Neidhardt (1950–2019), deutscher Mathematiker
- Hans Joachim Neidhardt (1925–2024), deutscher Kunsthistoriker und Kurator
- Henning Neidhardt (* 1992), deutscher Jazzmusiker
- Johann Eberhard Neidhardt (1607–1681), Berater von Königin Maria Anna von Spanien, Politiker und Kardinal
- Johann Georg Neidhardt (1680–1739), deutscher Organist, Komponist und Musiktheoretiker
- Juraj Neidhardt (1901–1979), jugoslawischer Architekt
- Karl von Neidhardt (1831–1909), deutscher Verwaltungsjurist und Diplomat
- Klaus Neidhardt (* 1952), deutscher Kriminologe
- Malte Neidhardt (1932–1988), deutscher Pädiater und Onkologe
- Paul Neidhardt (1874–1951), deutscher Maler
- Peter Neidhardt (1911–1973), deutscher Physiker
- Werner Neidhardt (* 1940), deutscher Fußballspieler
- Wolfgang Neidhardt (1575–1632), deutscher Bronzegießer
- Wolfgang Neidhardt (General) (* 1930), deutscher Generalleutnant (NVA)

### Neithardt
- August Neithardt (1793–1861), deutscher Komponist
- Georg Neithardt (1871–1941), deutscher Richter am Bayerischen Volksgericht
- Richard Neithardt (1876–1943), deutscher Architekt

## Vorname
- Neidhart (von Reuenthal), deutscher Minnesänger im 13. Jahrhundert
- Neidhardt von Thüngen (1545–1598), Bischof von Bamberg
- Nithart bzw. Neidhard, Gründer und Namensgeber von Neidhardswinden zu Beginn des 10. Jahrhunderts